# مات أوستن (فنان)
مات أوستن (بالإنجليزية: Matt Austin)‏ مواليد 29 أبريل 1978 في أونتاريو، كندا، هو مغني وممثل وموسيقي وكاتب كندي بدأ مسيرته الفنية عام 1989.

## روابط خارجية
- مات أوستن على موقع IMDb (الإنجليزية)
- مات أوستن على موقع قاعدة بيانات الفيلم (الإنجليزية)